# Ljus alguldmal
Ljus alguldmal (Phyllonorycter rajellus) är en fjärilsart som först beskrevs av Carl von Linné 1758.  Ljus alguldmal ingår i släktet guldmalar, och familjen styltmalar. Arten är reproducerande i Sverige.